# Jewelry Trade Center
Het Jewelry Trade Center is een wolkenkrabber van 59 verdiepingen aan Silom Road in het edelstenendistrict van Bangkok die onderdak biedt aan kantoren, winkels en appartementen. De wolkenkrabber werd ontworpen door Hellmuth, Obata en Kassabaum en in 1996 voltooid.
Het Center is met honderden handelaren het grootste handelscentum voor de verkoop, sortering en distributie van juwelen in Bangkok en een van de grootste in Azië.
Er is een testlaboratorium beheerd door het Asian Institute of Gemological Sciences (AIGS) in gevestigd. De Silom Galleria is gevestigd in het Lower Plaza. Hier zijn veel winkels, zoals voor kunst, antiek en juwelen. Ook vindt men er banken, restaurants, een gezondheidsclub, een schoonheidssalon, een postkantoor, klantenservice en appartementen.
Partners die aan dit project meewerkten, waren Henry Ho (Bijoux Holdings), Samrit Chirathivat (later CEO van de Central Group), Vichai Maleenont (Bangkok Entertainment, TV Channel 3) en Chatri Sophonpanich (CEO van Bangkok Bank).